# Lyctocoris canadensis
Lyctocoris canadensis är en insektsart som beskrevs av Kelton 1967. Lyctocoris canadensis ingår i släktet Lyctocoris och familjen näbbskinnbaggar. Inga underarter finns listade i Catalogue of Life.